# Las Wolski
Las Wolski, nazývaný také Uroczysko Las Wolski nebo lidově Lasek Wolski, je velká lesní/lesoparková oblast v kopcovitém středu části Zwierziniec města Krakov a v sousedním okrese Krakov v Polsku. Nachází se také v krajinném parku Bielańsko-Tyniecki Park Krajobrazowy v Malopolském vojvodství.

## Geologie a geomorfologie
Las Wolski se rozkládá na ploše 4,19 km2, patří do povodí řeky Visly a zahrnuje nejvyšší kopce pohoří Pasmo Sowińca, kde nejvyššími jsou Kopiec Piłsudskiego (383 m n. m.), Sowiniec (354 m n. m.) a Pustelnik (353 m n. m.). Las Wolski, jako součást Pasma Sowińca, je součástí mezoregionu Pomost Krakowski (polské geografické značení 512.33) v makroregionu Krakovská brána (Brama Krakowska, 512.3), patřící do oblasti Severních Vněkarpatských sníženin (Podkarpacie Północne) a nadcelku pohoří Západní Karpaty (Karpaty Zachodnie), které jsou součástí Karpat a rozsáhlého geomorfologického Alpsko-himálajského systému. Nacházejí se zde také skály, jeskyně a soutěsky na podkladu vápencových pozůstatků pravěkého moře.

## Příroda
Las Wolski je součástí krajinného parku Bielańsko-Tyniecki Park Krajobrazowy a nacházejí se zde 3 přírodní rezervace:
- Bielańskie Skałki
- Panieńskie Skały
- Skałki Przegorzalskie

V lese se vyskytuje 32 druhů stromů.

## Další informace
V roce 1917 zakoupila Las Wolski spořitelna Komunalna Kasa Oszczędności Miasta Krakowa a darovala jej městu jako veřejný park.
Las Wolski plní rekreační a přírodní ochranářskou funkci lesa. Nachází se zde také zoologická zahrada Zoo Krakov (Ogród Zoologiczny w Krakowie) založená v roce 1929 a několik dalších stavebních památek. Mezi nejznámější památky patří největší mohyla v Polsku - Mohyla Piłsudského na kopci Kopiec Piłsudskiego. Síť pěších stezek a cyklostezek je dlouhá přibližně 40 km a dobře značená. Turistickou infrastrukturu doplňují parkoviště a stravovací zařízení.

## Galerie

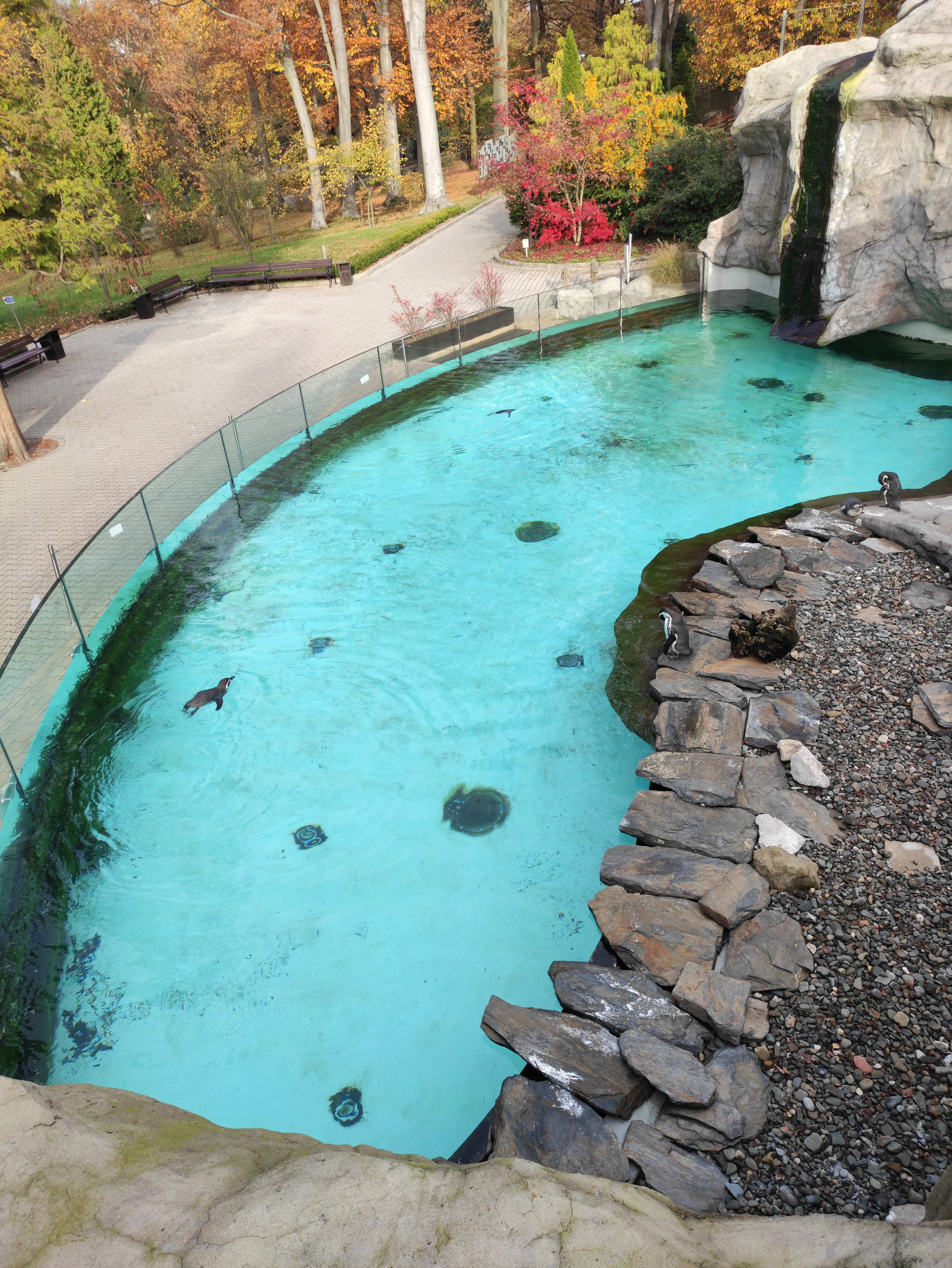
Zoo Krakov
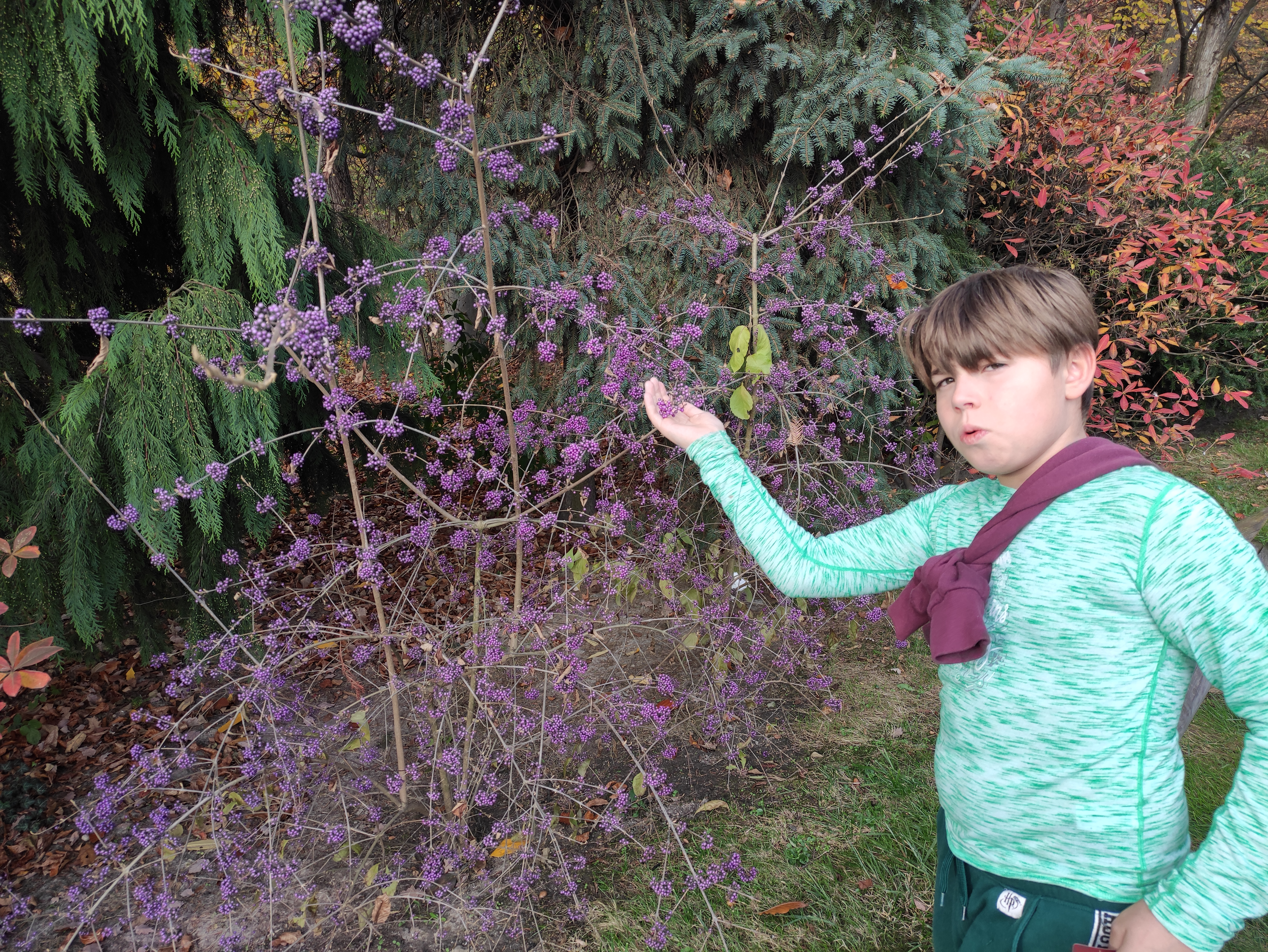
Zoo Krakov
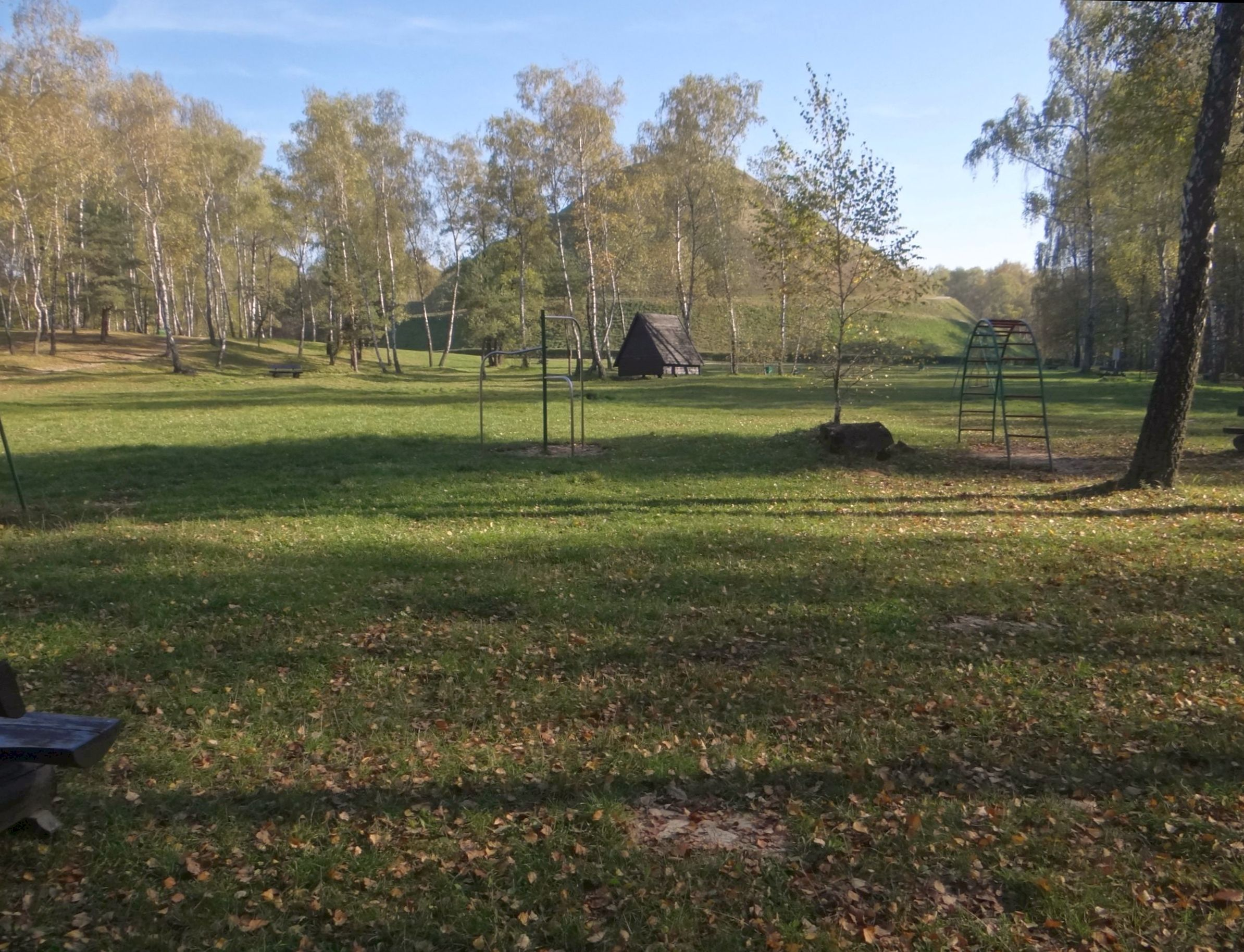
Mohyla Piłsudského
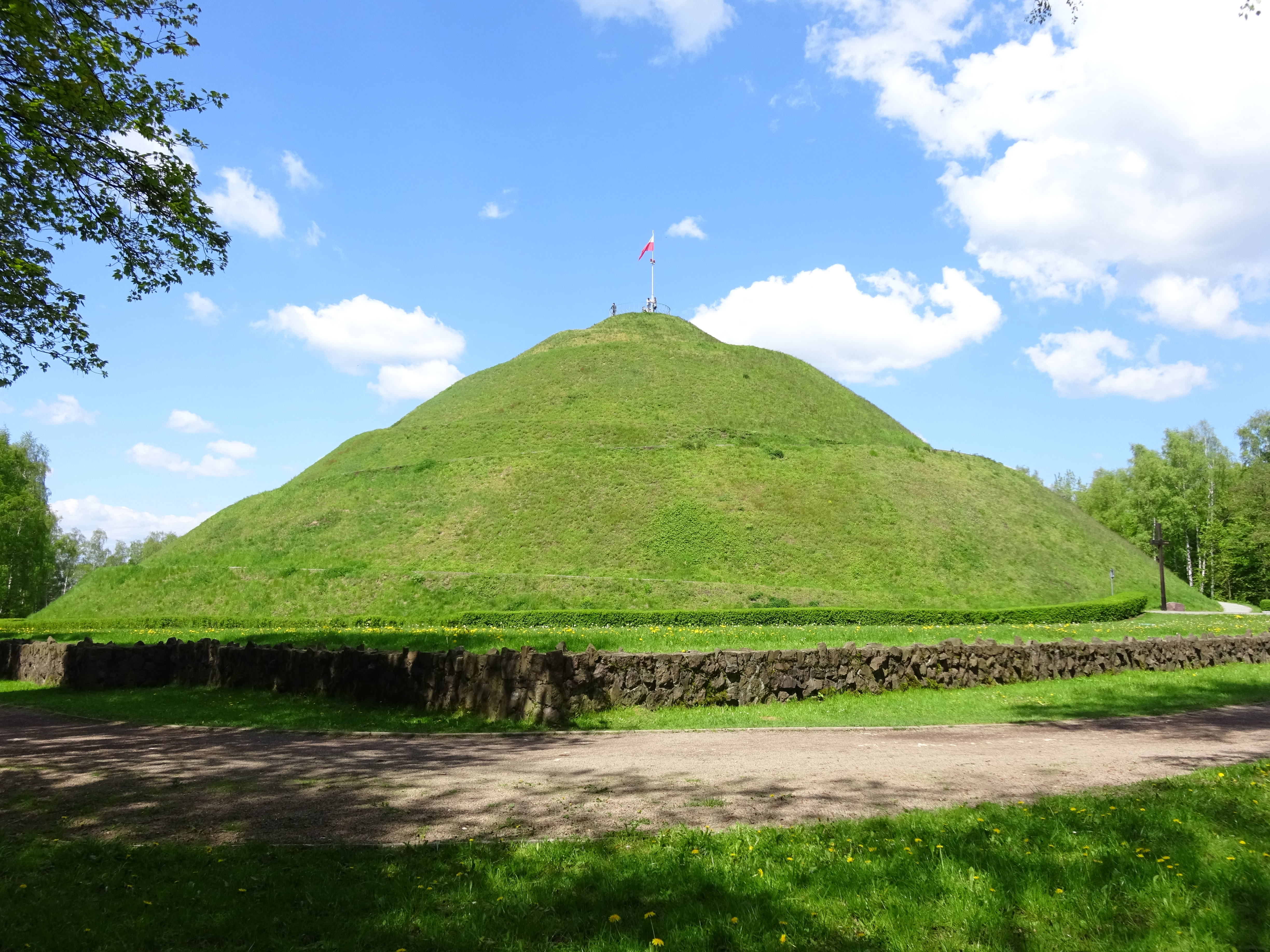
Mohyla Piłsudského